# John Caglione Jr.
John Caglione Jr. é um maquiador estadunidense. Venceu o Oscar de melhor maquiagem e penteados na edição de 1991 por Dick Tracy, ao lado de Doug Drexler.